# 多梅稚
多 梅稚（おおの うめわか、明治2年11月7日（1869年12月9日） - 大正9年（1920年）6月20日）は、日本の音楽教育者、作曲家、チェリスト。

## 略歴
明治2年、宮廷雅楽の家系である多家の次男として京都に生まれる。東京音楽学校へ進み、1892年年に専修部を卒業すると大阪府尋常師範学校（今の大阪教育大学）で教諭として勤務した。その最中の明治33年（1900年）に、作詞家大和田建樹に依頼され『鉄道唱歌』を作曲した。
このとき、大和田建樹は上眞行（「一月一日」などの作者で、この時東京音楽学校講師）にも作曲を依頼しており、上眞行は自分より格が劣るようだった多にも同時依頼したことを不快に思ったといわれるが、結局は勝つ自信があったため引き受けたといわれる。
そのような事情から、明治33年5月に『鉄道唱歌』第1集東海道編が発表されたときには、この歌に2つの曲がつけられた。これは好きなほうを歌ってもらおうという大和田の配慮であったとされ、以後5集まで刊行された他の『鉄道唱歌』でも同じように1集に2つずつ曲がつけられた。（ただし第4集では多梅稚は登場していない）
しかし、第1集で多が作曲した歌が結局は広く歌われるようになり、その他の曲は大衆からほとんど忘れられることとなってしまった。現在知られている『鉄道唱歌』のメロディは、以上のような経緯で定着したといわれる。
なお、多は第5集に第1集とは別の曲も提供していたがこちらも第1集の曲の人気に押されてほとんど忘れられている。
その後、『鉄道唱歌』の作曲者として知名度を得た多は、音楽教師として大阪府女子師範学校、大阪陸軍地方幼年学校に赴任した後、明治34年（1901年）に東京音楽学校の助教授に就任、明治36年（1903年）に同教授へと昇格した。大正4年（1915年）に大阪で結成された羽衣管絃団ではチェリストを務めた。晩年は不遇な生活を送り、大正9年6月20日に死去した。